# Субјекти Руске Федерације
Субјекти Руске Федерације (скраћено субјекти Федерације), или субјекти Русије, назив је за територијалне јединице вишег нивоа у Руској Федерацији.
Према Уставу, Русија је федерална држава и састоји се од равноправних субјеката Руске Федерације, у овом тренутку има 89 субјеката — република, покрајина, области, градова федералног значаја, аутономне области, аутономних округа. Сваки субјект федерације, поред федералних органа, има своју извршну (по правилу, гувернера или шефа), законодавну (регионални парламенти) и судску (уставни суд субјекта) власт. Субјекти имају свој устав или статут, као и властито законодавство, које је усвојио регионални парламент. Субјекти Федерације имају по два представника у горњем дому руског парламента — Савјету Федерације. У односу са федералним органима државне власти, сви субјекти Федерације су међусобно једнаки. Субјекти имају овлашћења да рјешавају питања која су према уставу у надлежности субјеката. Субјекти Руске Федерације немају право да напусте федерацију.

## Савремено федерално устројство Русије

### Особине статуса субјеката Федерације
Руску Федерације чине републике, покрајине, области, градови федералног значаја, аутономне области и аутономни окрузи, који су субјекти федерације. Табела приказује особине уставно-правног статуса, сваког типа субјекта Руске Федерације. Чланови Устава Русије који садрже релевантне одредбе су назначени у заградама.
Присаједињење Крима са Руском Федерацијом које није међународно признато, дало је два нова субјекта Руске Федерације (Република Крим и град федералног значаја Севастопољ).
| Република                                  | - у Уставу Русије окарактерисана као „држава” (рус. государство) (тачка 2 члан 5); - статус је одређен Уставом Русије и њеним уставом (тачка 2 члан 5, тачка 1 члан 66); - имају право на свој државни језик (тачка 2 члан 68). |
| Покрајина, област, град федералног значаја | - статус је одређен Уставом Русије и њеним статутом, које је усвоји регионални (покрајински, обласни, градски) законодавни (представнички) орган (тачка 2 члан 5, тачка 2 члан 66). |
| Аутономна област                           | - статус је одређен Уставом Русије и њеним статутом, које је усвојило законодавни (представнички) орган аутономне области (тачка 2 члан 5, тачка 2 члан 66); - може бити усвојен федерални закон о аутономној области (тачка 3 члан 66). |
| Аутономни округ                            | - статус је одређен Уставом Русије и њеним статутом, које је усвојило законодавни (представнички) орган аутономног округа (тачка 2 члан 5, тачка 2 члан 66); - може бити усвојен федерални закон о аутономном округу (тачка 3 члан 66); - односи аутономних округа, који се налазе у саставу покрајине или области, могу бити регулисани федералним законом и уговором између одређеног аутономног округа и покрајине или области (тачка 4 члан 66). |

## Врсте субјеката
Субјекти федерације су подељени на шест врста:
| Легенда                    | Опис |
| -------------------------- | --- |
| 46 области 2 спорне        | Најчешћа врста, са постављеним губернатором и локално изабраном скупштином. Обично назване по главном граду. Запорошка и Херсонска област су под делимичном окупацијом Русије и генерално међународно непризнате као део Русије. |
| 21 република 3 спорне      | Формално аутономни субјекти, свака са посебним уставом, званичним језиком и скупштином, али без међународног субјективитета. Већина су домовине специфичне етничке групе или, у случају Дагестана и Мордовије, више њих. Република Крим, Доњецка Народна и Луганска Народна Република су под делимичном окупацијом Русије и генерално међународно непризнате као део Русије. |
| 9 покрајина                | Генерално, покрајине се не разликују од области. Назив покрајина је историјски, из времена када је област била на границама руске државе. |
| 4 аутономна округа         | Понекад звани и аутономни дистрикт или регион, аутономни окрузи су домовина једној националној мањини, Са изузетком Чукотке, окрузи су, поред статуса федералног субјекта, истовремено и део постојеће области. |
| 2 федерална града 1 споран | Велики градови функционишу као посебни субјекти. Севастопољ је анектиран 2014. године, и генерално међународно непризнат као део Русије. |
| 1 аутономна област         | Једини субјект у овој категорији је Јеврејска Аутономна Област. |

### Списак субјеката Руске Федерације
Испод се налази списак тренутно постојећих субјеката Руске Федерације. На табели су субјекти федерације наведени истим редослиједом као што су наведени у члану 65. Устава Руске Федерације: републике, покрајине, области, градови федералног значаја, аутономна област и аутономни окрузи. У оквиру сваке од ових категорија субјекти су сортирани према азбуци. За сваки субјект федерације дате су главне особине и информације о њеној административно-територијалној подјели. У саставу Русије, укључујући и спорне територије, постоји 24 републике, 48 области, 3 града са федералним статусом, 9 аутономних покрајина, 4 аутономна округа и 1 аутономна област.
|    | Републике         |  |                           |                                              |            |             |                        |
| 1  |                   |  | Адигеја                   | Мајкоп                                       | 7 792      | 446 406     | 7 рејона и 2 града     |
| 2  |                   |  | Алтај                     | Горно-Алтајск                                | 92 903     | 211 645     | 10 рејона и 1 град     |
| 3  |                   |  | Башкортостан              | Уфа                                          | 142 947    | 4 069 698   | 54 рејона и 21 град    |
| 4  |                   |  | Бурјатија                 | Улан Уде                                     | 351 334    | 973 860     | 21 рејон и 2 града     |
| 5  |                   |  | Дагестан                  | Махачкала                                    | 50 270     | 2 963 918   | 41 рејон и 10 градова  |
| 6  |                   |  | Доњецка НР                | Доњецк                                       | 26 517     | 4,100,280   |                        |
| 7  |                   |  | Ингушетија                | Магас                                        | 3 628      | 453 010     | 4 рејона и 4 града     |
| 8  |                   |  | Јакутија                  | Јакутск                                      | 3 083 523  | 954 803     | 33 рејона и 5 градова  |
| 9  |                   |  | Кабардино-Балкарија       | Наљчик                                       | 12 470     | 858 397     | 10 рејона и 3 града    |
| 10 |                   |  | Калмикија                 | Елиста                                       | 74 731     | 282 021     | 13 рејона и 1 град     |
| 11 |                   |  | Карачајево-Черкезија      | Черкеск                                      | 14 277     | 469 837     | 10 рејона и 2 града    |
| 12 |                   |  | Карелија                  | Петрозаводск                                 | 180 520    | 634 402     | 16 рејона и 13 градова |
| 13 |                   |  | Комија                    | Сиктивкар                                    | 416 774    | 872 057     | 12 рејона и 8 градова  |
| 14 |                   |  | Крим                      | Симферопољ                                   | 26 081     | 1 966 801   | 14 рејона и 11 градова |
| 15 |                   |  | Луганска НР               | Луганск                                      | 26 684     | 2 121 322   |                        |
| 16 |                   |  | Мариј Ел                  | Јошкар Ола                                   | 23 375     | 688 686     | 14 рејона и 4 града    |
| 17 |                   |  | Мордовија                 | Саранск                                      | 26 128     | 812 156     | 22 рејона и 7 градова  |
| 18 |                   |  | Северна Осетија — Аланија | Владикавказ                                  | 7 987      | 703 977     | 8 рејона и 1 град      |
| 19 |                   |  | Татарстан                 | Казањ                                        | 67 847     | 3 838 230   | 43 рејона и 14 градова |
| 20 |                   |  | Тува                      | Кизил                                        | 168 604    | 311 761     | 17 рејона и 2 града    |
| 21 |                   |  | Удмуртија                 | Ижевск                                       | 42 061     | 1 517 050\| | 25 рејона и 5 градова  |
| 22 |                   |  | Хакасија                  | Абакан                                       | 61 569     | 534 079     | 8 рејона и 5 градова   |
| 23 |                   |  | Чеченија                  | Грозни                                       | 15 647     | 1 346 438   | 16 рејона и 5 градова  |
| 24 |                   |  | Чувашија                  | Чебоксари                                    | 18 343     | 1 239 984   | 21 рејон и 9 градова   |
|    | Покрајине         |  |                           |                                              |            |             |                        |
| 25 |                   |  | Алтајска                  | Барнаул                                      | 167 996    | 2 390 638   | 60 рејона и 11 градова |
| 26 |                   |  | Забајкалска               | Чита                                         | 431 892    | 1 090 344   | 31 рејона и 5 градова  |
| 27 |                   |  | Камчатка                  | Петропавловск Камчатски                      | 464 275    | 319 864     | 11 рејона и 2 града    |
| 28 |                   |  | Краснодарска              | Краснодар                                    | 75 485     | 5 404 273   | 38 рејона и 15 градова |
| 29 |                   |  | Краснојарска              | Краснојарск                                  | 2 366 797  | 2 852 810   | 54 рејона и 19 градова |
| 30 |                   |  | Пермска                   | Перм                                         | 160 236    | 2 636 154   | 33 рејона и 14 градова |
| 31 |                   |  | Приморска                 | Владивосток                                  | 164 673    | 1 938 516   | 22 рејона и 12 градова |
| 32 |                   |  | Ставропољска              | Ставропољ                                    | 66 160     | 2 794 508   | 26 рејона и 10 градова |
| 33 |                   |  | Хабаровска                | Хабаровск                                    | 787 633    | 1 339 912   | 17 рејона и 6 градова  |
|    | Области           |  |                           |                                              |            |             |                        |
| 34 |                   |  | Амурска                   | Благовјешченск                               | 361 913    | 811 274     | 20 рејона и 7 градова  |
| 35 |                   |  | Архангељска               | Архангељск                                   | 589 913    | 1 191 785   | 20 рејона и 8 градова  |
| 36 |                   |  | Астраханска               | Астрахан                                     | 49 024     | 1 016 516   | 11 рејона и 3 града    |
| 37 |                   |  | Белгородска               | Белгород                                     | 27 134     | 1 544 108   | 21 рејон и 6 градова   |
| 38 |                   |  | Брјанска                  | Брјанск                                      | 34 857     | 1 242 599   | 27 рејона и 5 градова  |
| 39 |                   |  | Владимирска               | Владимир                                     | 29 084     | 1 413 321   | 16 рејона и 10 градова |
| 40 |                   |  | Волгоградска              | Волгоград                                    | 112 877    | 2 569 126   | 33 рејона и 6 градова  |
| 41 |                   |  | Вологодска                | Вологда                                      | 144 527    | 1 193 371   | 26 рејона и 4 града    |
| 42 |                   |  | Вороњешка                 | Вороњеж                                      | 52 216     | 2 328 959   | 32 рејона и 7 градова  |
| 43 |                   |  | Ивановска                 | Иваново                                      | 21 437     | 1 043 130   | 21 рејон и 6 градова   |
| 44 |                   |  | Запорошка                 | Запорожје (дефакто Мелитопољ)                | 27 183     | 1 666 515   |                        |
| 45 |                   |  | Иркутска                  | Иркутск                                      | 774 846    | 2 418 348   | 33 рејона и 14 градова |
| 46 |                   |  | Јарославска               | Јарослављ                                    | 36 177     | 1 271 766   | 17 рејона и 6 градова  |
| 47 |                   |  | Калињинградска            | Калињинград                                  | 15 125     | 963 128     | 13 рејона и 6 градова  |
| 48 |                   |  | Калушка                   | Калуга                                       | 29 777     | 1 004 544   | 24 рејона и 4 града    |
| 49 |                   |  | Кемеровска                | Кемерово                                     | 95 725     | 2 734 075   | 19 рејона и 18 градова |
| 50 |                   |  | Кировска                  | Киров                                        | 120 374    | 1 310 929   | 39 рејона и 5 градова  |
| 51 |                   |  | Костромска                | Кострома                                     | 60 211     | 656 389     | 24 рејона и 8 градова  |
| 52 |                   |  | Курганска                 | Курган                                       | 71 488     | 877 149     | 24 рејона и 9 градова  |
| 53 |                   |  | Курска                    | Курск                                        | 29 997     | 1 118 915   | 28 рејона и 5 градова  |
| 54 |                   |  | Лењинградска              | Санкт Петербург (изван области)              | 83 908     | 1 763 924   | 17 рејона и 20 градова |
| 55 |                   |  | Липецка                   | Липецк                                       | 24 047     | 1 159 866   | 18 рејона и 2 града    |
| 56 |                   |  | Магаданска                | Магадан                                      | 462 464    | 150 312     | 8 рејона и 2 града     |
| 57 |                   |  | Мурманска                 | Мурманск                                     | 144 902    | 771 058     | 5 рејона и 13 градова  |
| 58 |                   |  | Нижегородска              | Нижњи Новгород                               | 76 624     | 3 281 496   | 48 рејона и 12 градова |
| 59 |                   |  | Новгородска               | Велики Новгород                              | 54 501     | 622 430     | 21 рејон и 3 града     |
| 60 |                   |  | Новосибирска              | Новосибирск                                  | 177 756    | 2 731 176   | 30 рејона и 7 градова  |
| 61 |                   |  | Омска                     | Омск                                         | 141 140    | 1 973 876   | 32 рејона и 6 градова  |
| 62 |                   |  | Оренбуршка                | Оренбург                                     | 123 702    | 2 008 566   | 35 рејона и 12 градова |
| 63 |                   |  | Орловска                  | Орел                                         | 24 652     | 769 980     | 24 рејона и 3 града    |
| 64 |                   |  | Пензенска                 | Пенза                                        | 43 352     | 1 360 587   | 28 рејона и 5 града    |
| 65 |                   |  | Московска                 | Москва (изван области) (дефакто Красногорск) | 44 379     | 7 133 620   | 38 рејона и 56 градова |
| 66 |                   |  | Псковска                  | Псков                                        | 55 399     | 656 561     | 24 рејона и 2 града    |
| 67 |                   |  | Рјазањска                 | Рјазањ                                       | 39 605     | 1 140 844   | 25 рејона и 4 града    |
| 68 |                   |  | Ростовска                 | Ростов на Дону                               | 100 967    | 4 245 532   | 43 рејона и 16 градова |
| 69 |                   |  | Самарска                  | Самара                                       | 53 565     | 3 211 187   | 27 рејона и 10 градова |
| 70 |                   |  | Саратовска                | Саратов                                      | 101 240    | 2 496 552   | 38 рејона и 13 градова |
| 71 |                   |  | Сахалин                   | Јужно-Сахалинск                              | 87 101     | 491 027     | 17 рејона и 9 градова  |
| 72 |                   |  | Свердловска               | Јекатеринбург                                | 194 307    | 4 320 677   | 30 рејона и 34 града   |
| 73 |                   |  | Смоленска                 | Смоленск                                     | 49 779     | 967 896     | 25 рејона и 2 града    |
| 74 |                   |  | Тамбовска                 | Тамбов                                       | 34 462     | 1 068 934   | 23 рејона и 7 градова  |
| 75 |                   |  | Тверска                   | Твер                                         | 84 201     | 1 325 249   | 36 рејона и 12 градова |
| 76 |                   |  | Тјуменска                 | Тјумењ                                       | 1 464 173  | 3 546 345   | 38 рејона и 26 градова |
| 77 |                   |  | Томска                    | Томск                                        | 314 391    | 1 070 128   | 16 рејона и 6 градова  |
| 78 |                   |  | Туљска                    | Тула                                         | 25 679     | 1 521 497   | 23 рејона и 9 градова  |
| 79 |                   |  | Уљановска                 | Уљановск                                     | 37 181     | 1 267 561   | 21 рејон и 6 градова   |
| 80 |                   |  | Херсонска                 | Херсон (дефакто Гењическ)                    | 28 461     | 1 016 707   |                        |
| 81 |                   |  | Чељабинска                | Чељабинск                                    | 88 529     | 3 490 053   | 24 рејона и 23 града   |
|    | Федерални градови |  |                           |                                              |            |             |                        |
| 82 |                   |  | Москва                    | Москва                                       | 2 511      | 12 108 257  | 12 округа              |
| 83 |                   |  | Санкт Петербург           | Санкт Петербург                              | 1 439      | 5 131 942   | 18 рејона              |
| 84 |                   |  | Севастопољ                | Севастопољ                                   | 1080       | 386 003     | 4 рејона               |
|    | Аутономне области |  |                           |                                              |            |             |                        |
| 85 |                   |  | Јеврејска AO              | Биробиџан                                    | 36 266     | 170 377     | 5 рејона и 1 град      |
|    | Аутономни окрузи  |  |                           |                                              |            |             |                        |
| 86 |                   |  | Јамалија                  | Салехард                                     | 769 250    | 539 671     | 7 рејона и 7 градова   |
| 87 |                   |  | Ненеција                  | Нарјан-Мар                                   | 176 810    | 43 025      | 1 рејон и 1 град       |
| 88 |                   |  | Хантија-Мансија           | Ханти-Мансијск                               | 534 801    | 1 597 248   | 9 рејона и 14 градова  |
| 89 |                   |  | Чукотка                   | Анадир                                       | 721 481    | 50 555      | 8 рејона и 1 град      |
|    |                   |  | Руска Федерација          | Москва                                       | 17 124 442 | 143 666 931 |                        |

### Кодови субјеката федерације
Постоји неколико различитих врста кодирања субјеката Руске Федерације, према којима се одређују бројчане или словне ознаке за разне сврхе.

## Друге особине територијалног устројства Руске Федерације

### Групације региона Русије
Субјекти федерације груписани су у:
- 8 федералних округа (до 2010. г. — 7; 2014—2016. г. — 9);
- 12 економских рејона;
- 10 географских рејона;
- 8 природних рејона;[6]
- 4 војна округа (до 2010. г. — 6);
- 11 временских зона (2010—2014. г. — 9);
- 10 арбитражних судских округа.

## Историја руског федерализма
Савремена Русија субјекте је наслиједила од Руске СФСР (са великим бројем изузетака у виду именовања и трансформације). Године 1992. руски субјекти су потписали Федерални уговор о подјели власти, који је био укључен у текст Устава РСФСР из 1978. године. Године 1993, када је усвојен садашњи Устав, укупно је било 89 субјеката. Од 1. марта 2008. године након спајања појединих региона остала су 83 субјекта федерације, а од 18. марта 2014. године након припајања Крима Русији и образовања два нова субјекта — Републике Крим и града федералног значаја Севастопоља — у саставу Руске Федерације је било укупно 85 субјеката.

### Промјене у федералном устројству Русије након распада СССР

#### 1990-е
- Са распадом СССР одржана је парада суверенитета, што је изазвало сукоб законодавства РСФСР и република у њеном саставу.
- Све совјетске социјалистичке републике у саставу РСФСР (до маја 1991. г. — АССР) постале су републике.
- Аутономне области Адигејска, Горно-Алтајска, Карачево-Черкејска и Хакашка постале су републике.
- Поједине области су преименоване: Горковска у Нижегородска, Калињинска у Тверска и Кујбишевска у Самарска.
- Пошто су сви аутономни окрузи могли да се повуку из састава области или покрајине усвајањем одређеног закона, Чукотски аутономни округ изашао је из састава Магаданске области.
- Чеченско-Ингушка АССР се подијелила на двије републике: Чеченску Републике и Ингушетију.
- Градови подређени републици РСФСР Москва и Санкт Петербург (раније Лењинград) постали су градови федералног значаја.
- Дана 31. марта 1992. године региони Руске Федерације (изузев Татарстана и Чечено-Ингушетије (Ичкерија)) потписали су уговоре о разграничењу надлежности између федерације и регионалних ограда државне власти — федерални уговор, који је укључен у садашњи устав.[7]
- Усвајањем новог Устава Руске Федерације 1993. године све републике, покрајине, области, аутономни окрузи, градови федералног значаја, такође и Јеврејска аутономна област (која је изашла из састава Хабаровске покрајине) постали су једнаки субјекти Руске Федерације.
- Сокољски рејон Ивановске области (2.100 km²) прешао је у састав Нижегородске области.

#### 2000-е
- Дана 7. децембра 2003. године одржан је референдум о уједињењу Пермске области и Коми-пермјачког АО у Пермску Покрајину. Приједлог о уједињењу одобрен је са огромном већином гласова. Уједињење је ступило на снагу 1. децембра 2005. године.[8]
- Дана 17. априла 2005. године одржан је референдум о присаједињењу Тајмирског и Евенкијског АО Краснојарској Покрајини. Приједлог о присаједињењу је одобрен са огромном већином гласова. Присаједињење је ступило на снагу 1. јануара 2007. године.
- Дана 23. октобра 2005. године одржан је референдум о уједињењу Камчатске области и Корјачког АО у Камчатску Покрајину. Приједлог о уједињењу одобрен је са огромном већином гласова. Уједињење је ступило на снагу 1. јула 2007. године.
- Дана 16. априла 2006. године одржан је референдум о присаједињењу Устординског бурјатског АО Иркутској области. Приједлог о присаједињењу је одобрен са огромном већином гласова. Присаједињење је ступило на снагу 1. јануара 2008. године.
- Дана 11. марта 2007. године одржан је референдум о уједињењу Читинске области и Агинско-бурјатског АО у Забајкалску Покрајину. Приједлог о уједињењу одобрен је са огромном већином гласова. Уједињење је ступило на снагу 1. марта 2008. године.

#### 2010-е
- Дана 1. јула 2012. године подручје града Москве повећано је 2,4 пута на уштрб околне Московске области.
- Дана 18. марта 2014. године на Кримском полуострву су образоване Република Крим и град федералног значаја Севастопољ.

## Будуће федерално устројство Русије

### Перспектива даљег укрупњивања региона
Спроводи се прелиминарни рад на уједињењу Архангељске области и Ненецког АО у Поморску (Архангељску, Сјеверну) Покрајину, Санкт Петербурга и Лењинградске области у Петербуршку губернију (Невску, Санктпетербуршку Покрајину), Москве и Московске области у Московски федерални округ или Московске и Тверске области у Средињшу (Подмосковску) област, итд. Међутим, процеси интеграције су замрзнути.